# Santa María Ipalapa
Santa María Ipalapa là một đô thị thuộc bang Oaxaca, México. Năm 2005, dân số của đô thị này là 4253 người.